# Herschel Walker
Herschel Junior Walker (Wrightsville, 3 marzo 1962) è un ex giocatore di football americano, artista marziale misto ed ex bobbista statunitense.
Al college ha giocato a football alla University of Georgia, venendo premiato tre volte come All-American e vincendo l'Heisman Trophy nel 1982. Walker iniziò la sua carriera nel football professionistico coi New Jersey Generals della United States Football League (USFL), prima di passare ai Dallas Cowboys della National Football League (NFL). Nella NFL giocò anche con Minnesota Vikings, Philadelphia Eagles e New York Giants. È stato inserito nella College Football Hall of Fame nel 1999.
È stato il candidato repubblicano alle elezioni del Senato degli Stati Uniti del 2022 in Georgia, uscendone perdente.

## Carriera nel football

### Carriera universitaria
Walker giocò come running back per la University of Georgia, dove fu premiato tre volte come All-American e nel 1982 vinse l'Heisman Trophy, il massimo riconoscimento individuale a livello universitario, e il Maxwell Award. È l'unico giocatore della storia della NCAA ad essere finito ai primi tre posti nelle votazioni dell'Heisman in tutte le sue tre stagioni al college e l'unico ad essere finito nei primi dieci nelle yard corse in quei tre anni. Durante la sua stagione da freshman nel 1980, Walker stabilì il record NCAA per un giocatore al primo anno nelle yard corse e terminò terzo nelle votazioni dell'Heisman voting. Walker fu il primo "true freshman" ad essere inserito nel first-team All-American.
Walker guidò i Georgia Bulldogs ad evitare la sconfitta e a vincere de facto il titolo nazionale con la vittoria su Notre Dame nello Sugar Bowl. Nel 1999, Walker fu inserito nella College Football Hall of Fame ed è ampiamente considerato uno dei migliori giocatori di football universitario di tutti i tempi.

### United States Football League
La United States Football League rules (diversamente dalla NFL) permetteva agli atleti di passare professionisti dopo la loro stagione da junior piuttosto che aspettare un ulteriore anno per aspettare la laurea. Inoltre, le regole gli consentirono di scegliere dove giocare, massimizzando gli introiti pubblicitari. He stated, "Non so se vorrei giocare nella NFL se non per le due squadre di New York o i Dallas Cowboys." Walker firmò coi New Jersey Generals nel 1983, posseduti dal magnate del petrolio dell'Oklahoma J. Walter Duncan, che dopo la stagione 1983 cedette la squadra all'altro miliardario Donald Trump. Walker attrasse solo una proposta di sponsorizzazione di rilievo, una partnership tra McDonald's e Adidas.
Walker guidò la USFL in yard corse nel 1983 e 1985, anno, quest'ultimo, in cui guadagnò oltre 4.000 yard totali in attacco. Egli stabilì un record per il football professionistico correndo 2.411 yard nel 1985, a una media di 5,50 yard a portata in 18 gare. Nei suoi tre anni di carriera nella USFL, Walker corse 5.562 yard su 1.143 possessi, a una media di 4,87 yard l'uno.

#### Statistiche
| Statistiche nella USFL |       |       |       |       |       |           |           |           |           |
| New Jersey Generals    |       |       |       |       |       |           |           |           |           |
|                        | Corse | Corse | Corse | Corse | Corse | Ricezioni | Ricezioni | Ricezioni | Ricezioni |
| ANNO                   | TEN   | YARD  | MEDIA | MAX   | TD    | RIC       | YARD      | TD        |           |
| 1983                   | 412   | 1.812 | 4,4   | 80    | 17    | 53        | 489       | 1         |           |
| 1984                   | 293   | 1.339 | 4,6   | 69    | 16    | 40        | 528       | 5         |           |
| 1985                   | 438   | 2.411 | 5,5   | 88    | 21    | 37        | 467       | 1         |           |

### National Football League

#### Dallas Cowboys
I Dallas Cowboys della National Football League, sospettando che la USFL non sarebbe durata a lungo, acquisirono i diritti su Walker scegliendolo nel Draft NFL 1985. Quando la USFL fallì nel 1986, Walker si unì ai Cowboys come fullback. Durante questi due primi anni coi Cowboys, Herschel divise i possessi con Tony Dorsett, diventando il primo backfield composto da due vincitori dell'Heisman Trophy nella storia della NFL.

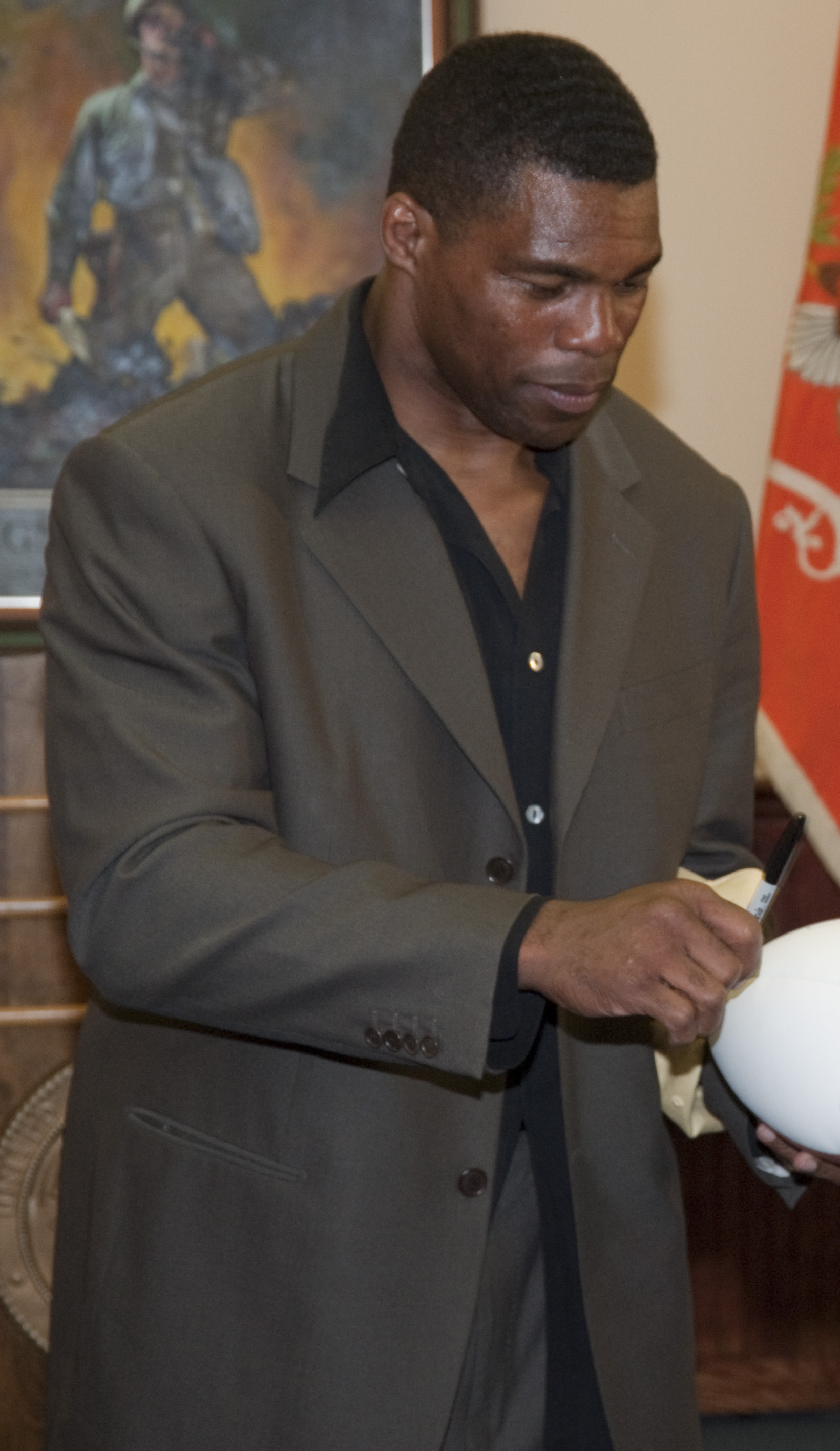
Walker nel 2010.

Walker si impose come uno dei migliori running back della NFL, ma quando Dorsett fu scambiato coi Denver Broncos nel 1988, Walker rimase l'unico punto di riferimento dell'attacco della squadra, raggiungendo i suoi primati nella NFL con 1.514 yard corse e 505 yard ricevute, giocando in sette diversi ruoli: halfback, fullback, tight end, H-back, wide receiver, sia a destra che a sinistra, e flanker. Egli divenne solamente il decimo giocatore nella storia della lega a raggiungere le 2.000 yard complessive tra corse e ricezioni in una stagione. In quegli anni venne convocato per due Pro Bowl consecutivi (1987 e 1988). Nel 1989, all'apice della sua carriera NFL, i Cowboys scambiarono Walker coi Minnesota Vikings per un totale di 5 giocatori (LB Jesse Solomon, DB Issiac Holt, RB Darrin Nelson, LB David Howard, DE Alex Stewart) e sei scelte del draft (che furono utilizzate per Emmitt Smith, Russell Maryland, Kevin Smith e Darren Woodson). Questa operazione segnò il punto di svolta per i Cowboys nel costruire la dinastia che avrebbe dominato in lungo e in largo la NFL nella prima metà degli anni novanta.

#### Minnesota Vikings
Soprannominato "HWT" (Herschel Walker trade), lo scambio di Walker, considerato quanto i Vikings dovettero cedere per ottenere i servigi del giocatore, rimane largamente considerato una delle peggiori scelte della storia della NFL. Gli allenatori dei Vikings accettarono con riluttanza la presenza di Walker dopo la scambio e le sue qualità non furono mai pienamente sfruttate. Dal momento del suo arrivo a Minneapolis tuttavia, la "Herschel Mania" dilagò. Dopo un singolo allenamento da due ore a mezza e 12 sole giocate offensive con la nuova squadra, Walker ebbe un ottimo debutto contro i Green Bay Packers. disputò la miglior gara per un giocatore dei Vikings dal 1983 e la prima gara da oltre 100 di un Viking dal 1987, correndo 148 yard su 18 possessi. Walker ricevette tre standing ovation dalla folla record di 62.075 spettatori del Metrodome, portando i Vikings alla prima vittoria dopo 4 sconfitte consecutive, che venivano inoltre da 14 sconfitte negli ultimi 18 incontri coi Packers. La sua produzione offensiva però in seguito declinò. La squadra mise in discussione il suo talento e il suo impegno nel football. Walker si unì allora al programma degli Stati Uniti per il bob.
Walker giocò per i Vikings per due anni e mezzo, senza più superare la quota delle mille yard corse in stagione.

#### Philadelphia Eagles
Dopo tre stagioni nel Minnesota, i Philadelphia Eagles firmarono Walker nel 1992 sperando fosse l'ingrediente finale mancante per raggiungere il Super Bowl. Quell'anno godette della miglior stagione da professionista dal 1988, correndo 1.070 yards. Nel 1994 divenne il primo giocatore della storia della NFL ad avere giocate singole da 90 o più yard sia su corsa che su ricezione che da ritorni da kick-off in una singola stagione. Walker trascorse tre stagioni a Philadelphia, lasciando gli Eagles dopo che questi acquisirono il free agent Ricky Watters.

#### New York Giants
I New York Giants firmarono Walker nel 1995 come terzo running back della squadra, ma scoprirono presto che non era più sufficientemente elusivo per quel ruolo, né poteva giocare come fullback per le sue limitate abilità nei blocchi. Walker guidò i Giants con 45 ritorni da punt e kick-off a una media di 21,5 yard l'uno nella sua unica stagione con la squadra.

#### Ritorno ai Cowboys
Walker terminò la sua carriera nel football facendo ritorno ai Cowboys. Nel 1996 giocò come ritornatore nei kickoff e come running back nei terzi down. Walker si ritirò alla fine della stagione 1997 venendo ricordato come uno dei giocatori più versatili di tutti i tempi, guadagnando oltre 8.000 yard su corsa, oltre 4.000 su ricezione e oltre 5.000 su ritorni da kickoff.

#### Statistiche
| Statistiche nella NFL |         |       |       |       |       |       |           |           |           |           |
|                       | Corse   | Corse | Corse | Corse | Corse | Corse | Ricezioni | Ricezioni | Ricezioni | Ricezioni |
| ANNO                  | SQUADRA | TEN   | YARD  | MEDIA | MAX   | TD    | RIC       | YARD      | TD        |           |
| 1986                  | DAL     | 151   | 737   | 4,9   | 84    | 12    | 76        | 837       | 2         |           |
| 1987                  | DAL     | 209   | 891   | 4,3   | 60    | 7     | 60        | 715       | 1         |           |
| 1988                  | DAL     | 361   | 1.514 | 4,2   | 38    | 5     | 53        | 505       | 2         |           |
| 1989                  | DAL     | 81    | 246   | 3,0   | 20    | 2     | 22        | 261       | 1         |           |
| 1989                  | MIN     | 169   | 669   | 4,0   | 47    | 5     | 18        | 162       | 2         |           |
| 1990                  | MIN     | 184   | 770   | 4,2   | 58    | 5     | 35        | 315       | 4         |           |
| 1991                  | MIN     | 198   | 825   | 4,2   | 71    | 10    | 33        | 204       | 0         |           |
| 1992                  | PHI     | 267   | 1.070 | 4,0   | 38    | 8     | 38        | 278       | 2         |           |
| 1993                  | PHI     | 174   | 746   | 4,3   | 35    | 1     | 75        | 610       | 3         |           |
| 1994                  | PHI     | 113   | 528   | 4,7   | 91    | 5     | 50        | 500       | 2         |           |
| 1995                  | NYG     | 31    | 126   | 4,1   | 36    | 0     | 31        | 234       | 1         |           |
| 1996                  | DAL     | 10    | 83    | 8,3   | 39    | 1     | 7         | 89        | 0         |           |
| 1997                  | DAL     | 6     | 20    | 3.3   | 11    | 0     | 14        | 149       | 2         |           |

### Palmarès
- (2) Pro Bowl (1987, 1988)
- (2) All-Pro (1987, 1988)
- Heisman Trophy (1982)
- Walter Camp Award (1982)
- Maxwell Award (1982)
- All-American (1980, 1981, 1982)
- Florida–Georgia Hall of Fame

## Carriera nel bob
Walker si unì al programma statunitense degli Stati Uniti con la United States Bobsled and Skeleton Federation, guadagnando la qualificazione per i Giochi Olimpici Invernali del 1992. Giunse 7º nel bob a due con il compagno di squadra Brian Shimer.

## Carriera nella politica
Nel 2014, Walker è apparso in uno spot pubblicitario pagato dalla Camera di Commercio degli Stati Uniti a sostegno dell'offerta di Jack Kingston alle primarie repubblicane per le elezioni del Senato degli Stati Uniti del 2014 in Georgia. Nel 2018, Walker ha appoggiato il repubblicano Brian Kemp nelle elezioni governative della Georgia del 2018.
Walker ha sostenuto Donald Trump nelle elezioni presidenziali del 2016 e del 2020 e ha parlato a nome di Trump alla Convenzione nazionale repubblicana del 2020. Nel 2018, Trump ha nominato Walker membro del President's Council on Sports, Fitness, and Nutrition, una posizione speciale di dipendente del governo; Trump lo ha riconfermato per un altro mandato di due anni il 17 dicembre 2020. Nel 2020, Walker ha appoggiato la senatrice statunitense Kelly Loeffler, accettando l'incarico di co-presidente onorario della sua campagna.

### Elezioni del Senato degli Stati Uniti del 2022 in Georgia
Nel 2021, Trump ha incoraggiato Walker a candidarsi per il Senato degli Stati Uniti in Georgia.  Walker, residente in Texas, aveva bisogno di ristabilire la residenza in Georgia per farlo. La possibilità di Walker di entrare in gara "ha congelato" il campo repubblicano perché altri potenziali candidati per la nomina hanno aspettato la sua decisione.  Nel luglio 2021, Fox News ha riferito che alcuni repubblicani della Georgia non erano sicuri di quanto sarebbe stato efficace un candidato come Walker, citando il fatto che le sue posizioni su questioni importanti per gli elettori repubblicani erano sconosciute.
Nell'agosto 2021, Walker ha annunciato la sua corsa per il seggio al Senato detenuto dal democratico Raphael Warnock.  Nonostante un'ambigua carriera imprenditoriale e molteplici precedenti accuse di violenza domestica, Walker ha iniziato la sua campagna con alti voti di favore e sostegno da parte di repubblicani moderati e, nell'ottobre 2021, è stato approvato dal leader della minoranza al Senato Mitch McConnell, un segno che l'establishment repubblicano era in fila dietro di lui.
Nel marzo 2022, il presidente Biden ha chiesto a Walker, così come a Mehmet Oz, di dimettersi dai loro incarichi nel Consiglio presidenziale per lo sport, il fitness e la nutrizione o di essere licenziati. Un funzionario della Casa Bianca ha affermato che l'amministrazione Biden non consente ai candidati federali di far parte dei consigli presidenziali.
Nel giugno 2022, l'Atlanta Journal-Constitution ha ritenuto che le affermazioni di Walker sul lavoro nelle forze dell'ordine fossero false o non verificabili. Walker è stato nominato vice sceriffo onorario nella contea di Cobb e nella contea di Johnson.  Nel 2019, Walker ha detto di aver "trascorso del tempo a Quantico presso la scuola di addestramento dell'FBI" e di essere stato "un agente" quando, in realtà, a Walker mancava il diploma richiesto per l'addestramento dell'FBI. In precedenza, nel 1989, Walker aveva detto ai media di essersi "divertito" mentre frequentava per una settimana una scuola dell'FBI a Quantico, parlando di una "corsa ad ostacoli e si sparava ai bersagli".
Molte delle dichiarazioni di Walker durante la campagna elettorale sono state descritte come "gaffe" o "gratta la testa nella migliore delle ipotesi". In un editoriale per la CNN, Chris Cilizza ha descritto Walker come una "macchina da gaffe ambulante", in cui ha contestato diverse dichiarazioni che Walker aveva fatto.
Il 5 ottobre 2022, Walker ha licenziato Taylor Crowe, il suo direttore politico della campagna, perché sospettato di aver fatto trapelare informazioni ai media. Il 14 ottobre 2022, Walker e il suo sfidante democratico, Raphael Warnock, si sono affrontati nel loro primo e probabilmente unico dibattito per le elezioni del Senato. Il New York Times ha descritto il comportamento di Walker durante il dibattito come "aggressivo e persistente", con le sue frequenti interruzioni di Warnock e lo ha deriso per aver schivato le domande. Walker ha ripetutamente cercato di collegare Warnock al presidente Joe Biden , che ha un basso indice di gradimento. Durante una parte del dibattito incentrato sul crimine, Walker ha rivelato quello che sembrava essere un distintivo per illustrare la sua vicinanza alle forze dell'ordine; la mossa è stata ammonita dai moderatori poiché non erano ammessi oggetti di scena per il dibattito. The Hill scrisse che Walker vinse una "vittoria morale" evitando il disastro e l'imbarazzo.

## Vita privata
Walker ha vissuto a Westlake, in Texas, prima di trasferirsi nel distretto di Buckhead ad Atlanta in modo da candidarsi al Senato nel 2022. In precedenza ha vissuto nella zona di Las Colinas a Irving, in Texas.. Il 4 luglio 2017, durante la celebrazione e la parata annuale del 4 luglio di Wrightsville, Trojan Way, la strada dove risiede la Johnson County High School, è stata ufficialmente ribattezzata Herschel Walker Drive.
Walker ha sposato la sua fidanzata del college, Cindy DeAngelis Grossman, nel 1983. Hanno un figlio, Christian, un influencer dei social media che è diventato virale per i suoi sproloqui conservatori.  Dopo 19 anni di matrimonio, Walker e Grossman hanno divorziato nel 2002. Julie Blanchard ha detto che dal 2012 era la fidanzata di Walker che l'ha poi sposata nel 2021.
Nel settembre 2001, quando Walker e Grossman si sono allontanati, un rapporto della polizia di Irving, in Texas, affermava che la polizia era stata chiamata a casa di Grossman dal terapista di Walker a causa della visita di Walker; Walker era "volatile", aveva un'arma e stava spaventando Grossman.  Il rapporto affermava che Walker "parlava di una sparatoria con la polizia"; il terapeuta, Jerry Mungadze, ha disinnescato la situazione dopo aver parlato con Walker per almeno mezz'ora. Il rapporto affermava che la polizia ha confiscato una pistola SIG Sauer dall'auto di Walker, ha messo la sua casa in una "lista di cautela" a causa delle "tendenze violente" di Walker, ma non lo ha arrestato o accusato.